# Turan (ciutat de Tuva)
Turan —Тура́н (rus)— és una ciutat a la república russa de Tuvà, a 70 km al nord-oest de Kizil, la capital de la República. Segons el cens rus de 2002, tenia 5.598 habitants. El nom Turan prové d'una paraula turquesa que significa 'país salí'. Va ser fundada el 1885 per colons russos de Sibèria i va aconseguir l'estatus de ciutat el 1945. El motor econòmic de la ciutat és la indústria fustera.